# 右翼社会主義
右翼社会主義（うよくしゃかいしゅぎ）またはブルジョア社会主義（ブルジョアしゃかいしゅぎ、Bourgeois socialism）、保守社会主義（ほしゅしゃかいしゅぎ、conservative socialism）は、カール・マルクスとフリードリヒ・エンゲルスによる著書『共産党宣言』に登場する批判用語。
右翼社会主義者は既存の社会構造の維持・保守を主張する一方で、社会における一部の独占主義的な資本家のみを排除しようとする者とされる。